# Papiro 13
Il Papiro 13 ({\displaystyle {\mathfrak {p}}}13) è uno dei più antichi manoscritti esistenti del Nuovo Testamento, datato paleograficamente agli inizi del III secolo. È scritto in greco.

## Contenuto del papiro
{\displaystyle {\mathfrak {p}}}13 contiene una piccola parte del Lettera agli Ebrei (2,14-5,5; 10,8-22; 10,29-11,13; 11,28-12,17).
È attualmente ospitato, diviso in due frammenti, presso la British Library (Inv. Nr. 1532) in Londra e Biblioteca Medicea Laurenziana (Inv. 1532 v, PSI 1292) in Firenze.
Il testo del codice è rappresentativo del tipo testuale alessandrino. Kurt Aland lo ha collocato nella Categoria I.
È un opistografo scritto sul retro di un papiro contenente un'Epitome di Livio: il P. Oxyrhyncus 668.